# Saggio di Molisch

Saggio di Molisch con α-Naftolo.

Il test di Molisch è un test chimico sensibile, dal nome del botanico austriaco Hans Molisch, per la presenza di carboidrati, basato sulla disidratazione del carboidrato da acido solforico o acido cloridrico per produrre un'aldeide, idrossimetilfurfurolo da un esoso e furfurolo da un pentoso, che si condensa con due molecole di un fenolo (di solito α -naftolo, sebbene altri fenoli come resorcinolo e timolo danno pure prodotti colorati), dando luogo a un composto di colore rosso o viola.